# روابط ارمنستان و فرانسه
روابط بین ارمنستان و فرانسه از زمان برقراری تماس فرانسوی‌ها و ارمنی‌ها در پادشاهی ارمنی کیلیکیه در قرن دوازدهم برقرار بوده است. روابط رسمی دیپلماتیک بین ارمنستان و فرانسه در ۲۴ فوریه ۱۹۹۲ برقرار شد. با توجه به روابط خوب دو کشور، سال ۲۰۰۶ در فرانسه به عنوان سال ارمنستان اعلام شد.
فرانسه پس از روسیه و ایالات متحده، سومین جامعه ارمنی دیاسپورای بزرگ در جهان را دارد و با تخمین‌ها از ۲۵۰۰۰۰ تا ۷۵۰۰۰۰، بزرگ‌ترین جامعه ارمنی را در اتحادیه اروپا دارد. ارمنستان یک سفارت در پاریس و یک کنسولگری در لیون و مارسی دارد. فرانسه در ایروان سفارت دارد. هر دو کشور عضو شورای اروپا هستند.
فرانسه پس از روسیه و ایالات متحده سومین جامعه بزرگ ارمنی در جهان را دارد که تعداد آنها بین ۲۵۰٫۰۰۰ تا ۷۵۰۰۰۰ تخمین زده می‌شود. جامعه ارمنی در فرانسه به ریشه‌های فرهنگی خود نزدیک بود، در حالی که در همان زمان؛ آنها در جامعه فرانسه ادغام شدند و کمک زیادی به فرهنگ فرانسوی زبان کردند.

## تاریخچه

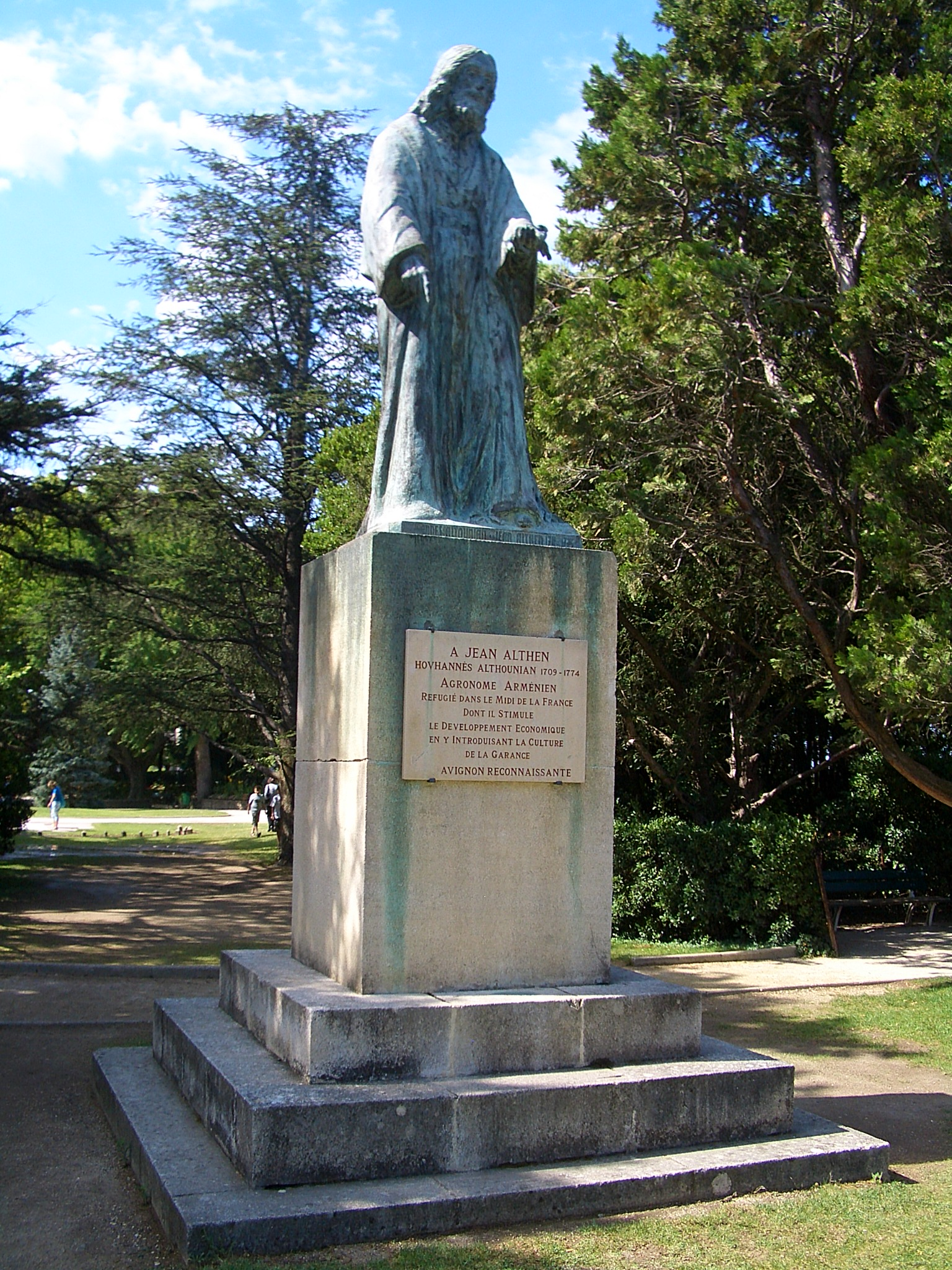
مجسمه هوهانس آلتونیان (۱۷۰۹–۱۷۷۴) کشاورزی ارمنی در اوینیون

روابط دیپلماتیک بین ارمنستان و فرانسه در ۲۴ فوریه ۱۹۹۲ برقرار شد. در ۲ اکتبر ۲۰۰۹، ویگن چیتچیان به عنوان سفیر فوق‌العاده و تام‌الاختیار ارمنستان در فرانسه منصوب شد. در ۵ نوامبر ۲۰۱۰، هانری رینود، سفیر فوق‌العاده و تام‌الاختیار جمهوری فرانسه در ارمنستان، استوارنامه خود را به رئیس‌جمهور ارمنستان، سرژ سرکیسیان تقدیم کرد. همچنین در ۱ دسامبر ۲۰۱۱ واردان سیرماکس به عنوان سرکنسول ارمنستان در مارسی منصوب شد.
در ۷ ژانویه ۲۰۱۵، وزیر امور خارجه ارمنستان ، ادوارد نالبندیان، بیانیه‌ای مطبوعاتی در مورد تیراندازی در شارلی ابدو منتشر کرد و گفت: "ما به شدت اقدام تروریستی انجام شده در دفتر مجله "شارلی ابدو" در پاریس را محکوم می‌کنیم و افزود: «اقدامات افراط گرایان هیچ توجیهی ندارد و بار دیگر ضرورت همبستگی گسترده تر در مبارزه جامعه بین المللی علیه تروریسم را ثابت می‌کند.». دولت ارمنستان همچنین "تسلیت و حمایت خود را به مردم، مقامات فرانسه دوست، تحریریه مجله "شارلی ابدو" و بستگان قربانیان ابراز کرد.
اگرچه ارمنستان جمعیت بسیار کمی فرانسوی زبان دارد، اما به دلیل روابط تاریخی اش با فرانسه، ارمنستان به عنوان میزبان اجلاس دوسالانه فرانکفونی در سال ۲۰۱۸ انتخاب شد زبان فرانسه در Fondation Université Française en Arménie در ایروان تدریس می‌شود. روز جهانی فرانکفونی یا روز جهانی پاسداشت زبان فرانسه است که تاریخ آن(۲۰ مارس) مصادف با روز زبان فرانسه در سازمان ملل است و از سال ۲۰۱۰ توسط سازمان یونسکو به نام روز جهانی فرانکوفون نامگذاری شد.
در اکتبر ۲۰۲۳، فرانسه فروش تجهیزات نظامی، به ویژه سیستم‌های دفاع هوایی، به ارمنستان را آغاز کرد، در حالی که نگرانی‌ها از درگیری بین ارمنستان و آذربایجان پس از حمله آذربایجان و متعاقب آن پاکسازی قومی در قره باغ کوهستانی افزایش یافت.

## نسل‌کشی ارمنی‌ها
در طول نسل‌کشی ارمنی‌ها، فرانسه ده‌ها هزار پناهنده ارمنی را پذیرفت که از نسل‌کشی فرار کردند فرانسه نیز یکی از معدود کشورهایی بود که قایق‌های نجات را برای ارمنی‌ها فرستاد. پس از مقاومت ۵۳ روزه شهروندان ارمنی در برابر حملات عثمانی، جمعیت موسی داغ توسط نیروی دریایی فرانسه نجات یافتند. جمعیتی که در نهایت در لبنان و عمدتاً در شهر انجار ساکن شدند.
در سال ۱۹۹۸، قطعنامه‌ای از سوی مجمع ملی فرانسه در مورد شناسایی نسل‌کشی ارمنی‌ها تصویب شد در سال ۲۰۰۱ فرانسه اولین کشور اروپایی بود که نسل‌کشی ارمنی‌ها را به رسمیت شناخت. در سال ۲۰۰۶، مجمع ملی فرانسه به نفع لایحه‌ای رأی داد که انکار نسل‌کشی ارمنی‌ها را غیرقانونی می‌سازد.

## ارمنی‌های در فرانسه
فرانسه پس از روسیه و ایالات متحده سومین جامعه بزرگ ارمنی در جهان را دارد که تعداد آنها بین 250000 تا ۷۵۰۰۰۰ تخمین زده می‌شود. جامعه ارمنی در فرانسه به ریشه‌های فرهنگی خود نزدیک بودند، در حالی که در همان زمان؛ آنها در جامعه فرانسه ادغام شدند و کمک زیادی به فرهنگ فرانسوی زبان کردند.

## نمایندگی‌ها
ارمنستان یک سفارت در پاریس و سرکنسولگری در لیون و مارسی دارد و فرانسه در ایروان سفارت دارد.

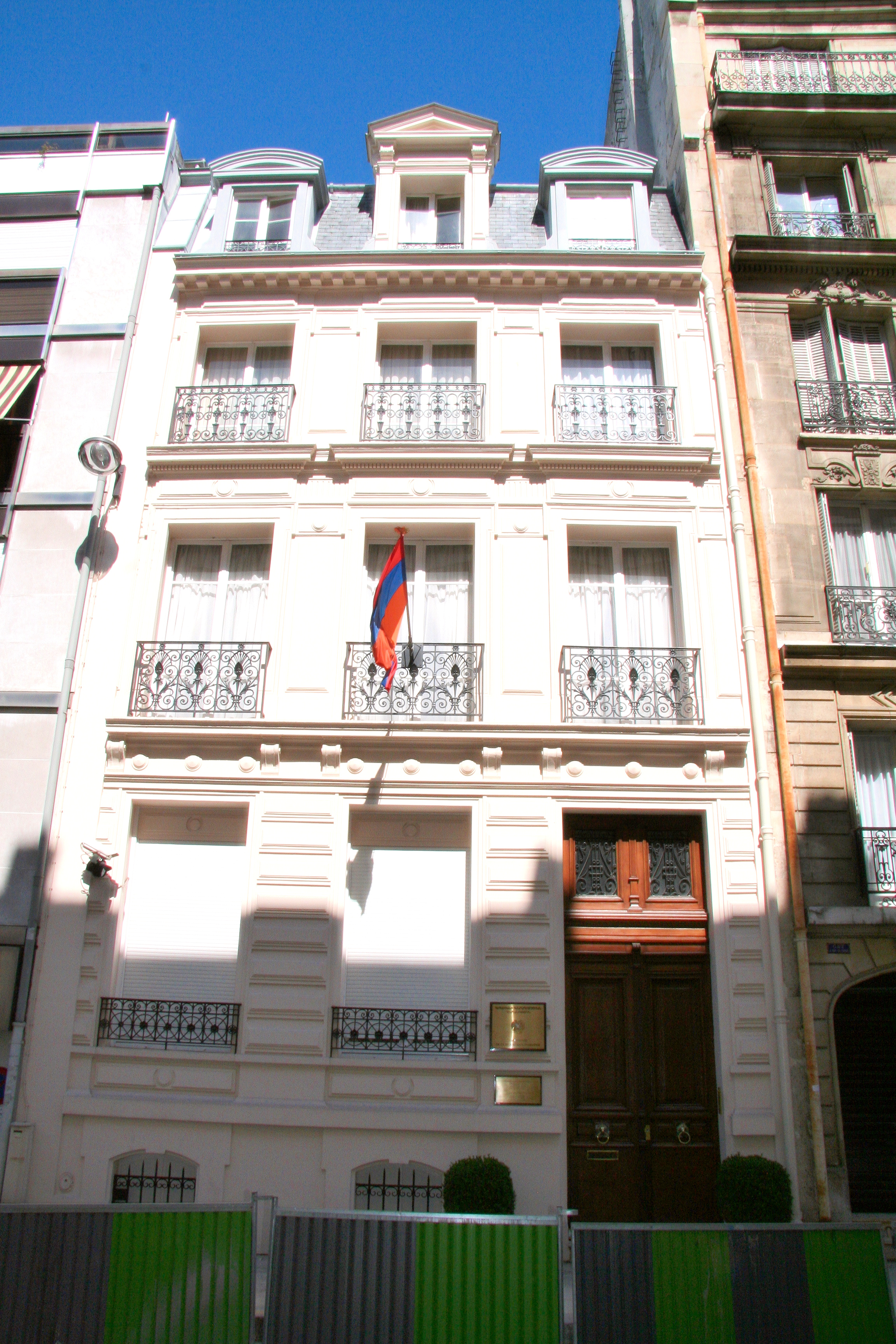
سفارت ارمنستان در پاریس
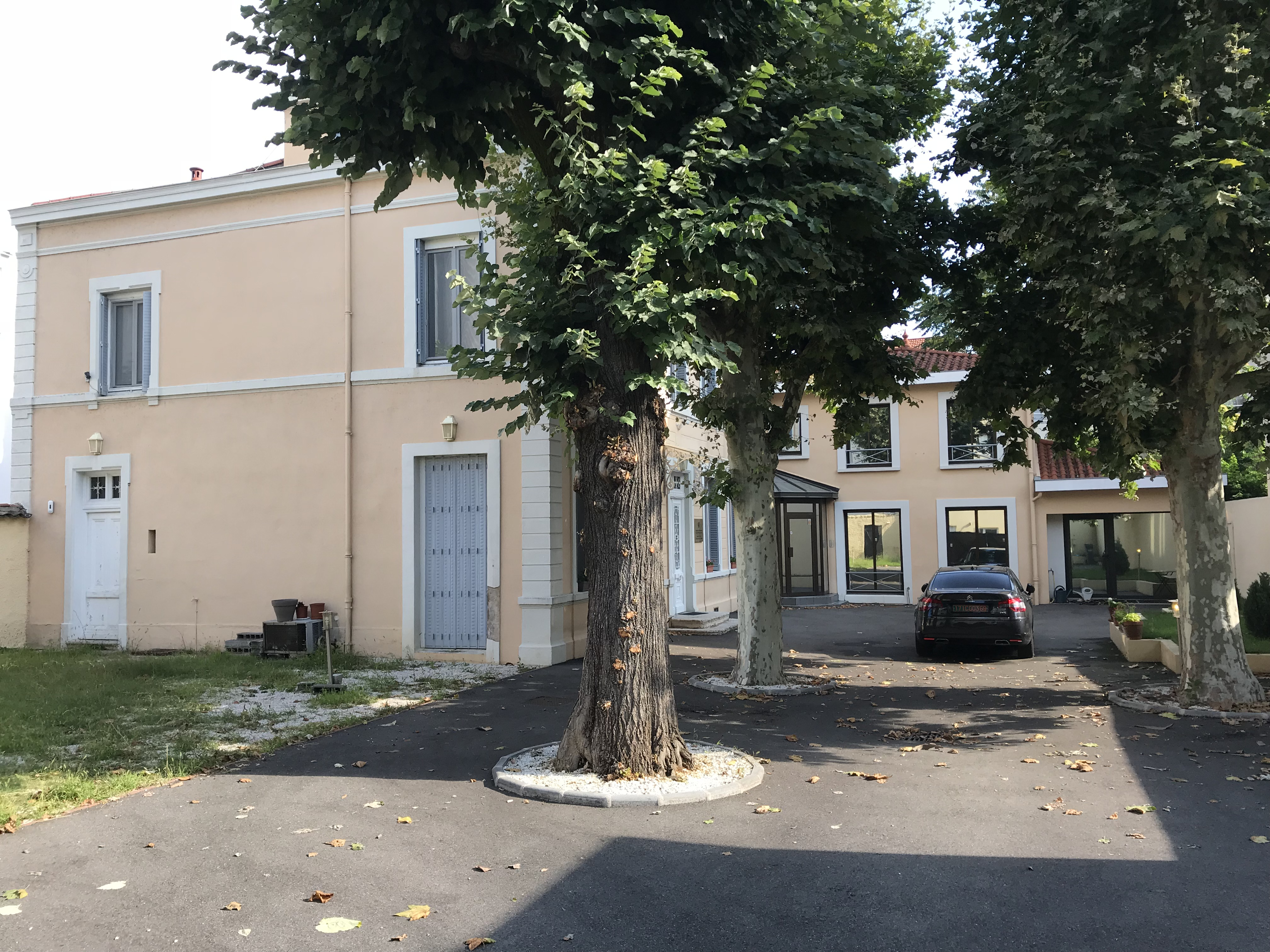
سرکنسولگری ارمنستان در لیون
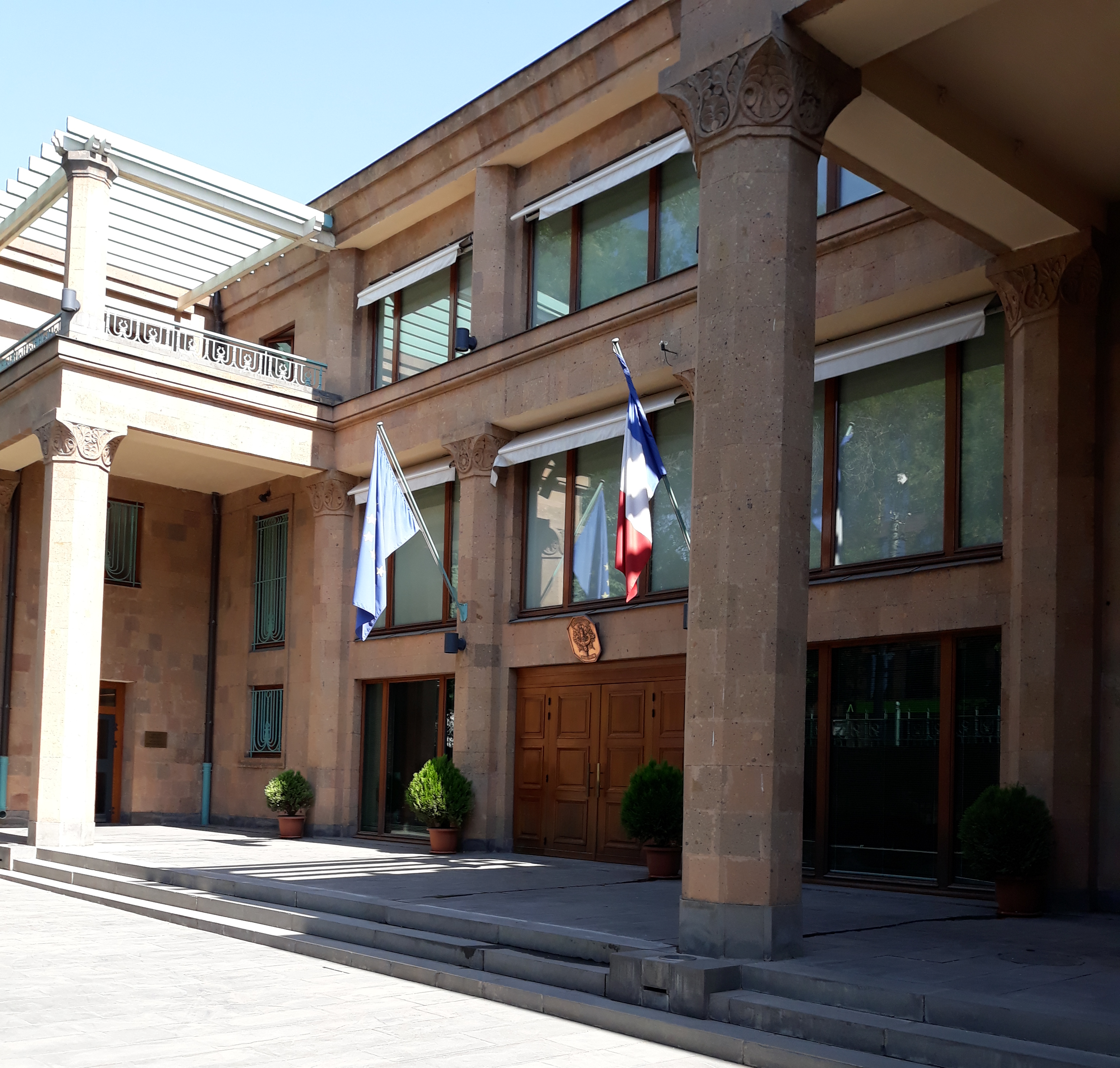
سفارت فرانسه در ایروان